# Spencer (Tennessee)
Spencer é uma cidade  localizada no estado norte-americano de Tennessee, no Condado de Van Buren.

## Demografia
Segundo o censo norte-americano de 2000, a sua população era de 1713 habitantes.
Em 2006, foi estimada uma população de 1687, um decréscimo de 26 (-1.5%).

## Geografia
De acordo com o United States Census Bureau tem uma área de
17,7 km², dos quais 17,7 km² cobertos por terra e 0,0 km² cobertos por água. Spencer localiza-se a aproximadamente 525 m acima do nível do mar.

## Localidades na vizinhança
O diagrama seguinte representa as localidades num raio de 36 km ao redor de Spencer.